# Apalacris monticola
Apalacris monticola är en insektsart som först beskrevs av Miller, N.C.E. 1932.  Apalacris monticola ingår i släktet Apalacris och familjen gräshoppor. Inga underarter finns listade i Catalogue of Life.